# Caldwellia philyrina
Caldwellia philyrina foi uma espécie de gastrópodes da família Euconulidae.
Foi endémica da Maurícia.